# Malinska
Malinska est une localité et une station balnéaire de Croatie située sur l'île de Krk et dans la municipalité de Malinska-Dubašnica, comitat de Primorje-Gorski Kotar. En 2001, la localité comptait 607 habitants.

## Démographie
| 1948 | 1953 | 1961 | 1971 | 1981 | 1991 | 2001 |
| ---- | ---- | ---- | ---- | ---- | ---- | ---- |
| 290  | 319  | 326  | 390  | 700  | 999  | 607  |